# Junior Ortiz

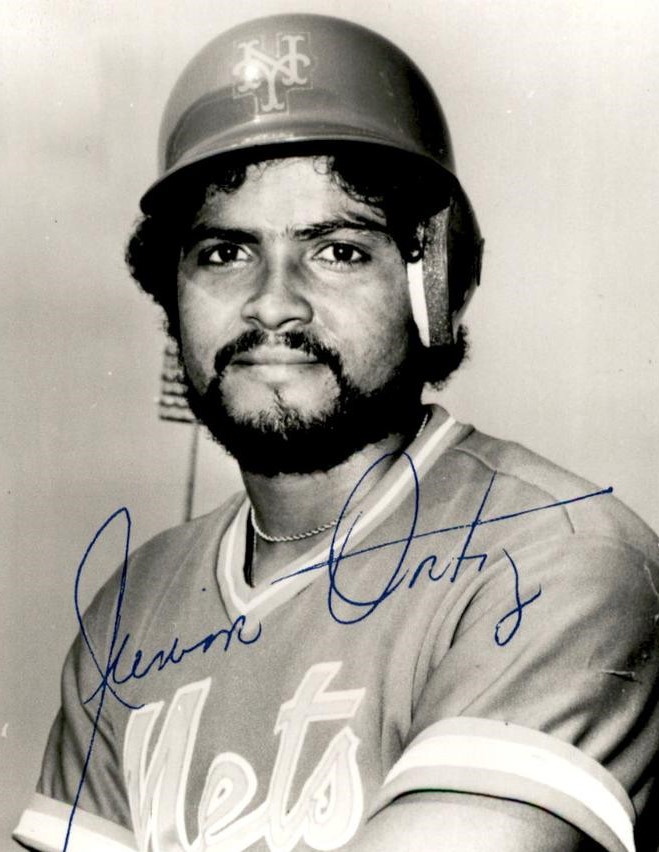
Imagem do ex-jogador de beisebol de Porto Rico, Junior Ortiz.

Junior Ortiz é um ex-jogador profissional de beisebol de Porto Rico.

## Carreira
Junior Ortiz foi campeão da World Series 1991 jogando pelo Minnesota Twins. Na série de partidas decisiva, sua equipe venceu o Atlanta Braves por 4 jogos a 3.